# Islena Rey Rodríguez
Islena Rey Rodríguez (San Martín de los Llanos, Meta, 16 de agosto de 1957) es una comunicadora social colombiana graduada de la Universidad Abierta y a Distancia (UNAD), activista de los Derechos Humanos en los Llanos Orientales. En 2017 ganó el Premio Per Anger que otorga el gobierno de Suecia a los defensores de las libertades en zonas de conflicto.

## Biografía
Islena Rey Rodríguez es una de las mujeres activistas de derechos humanos más reconocidas en la región de la Orinoquia colombiana.
Hija de una familia humilde, su madre era indígena y su padre, un campesino de San Martín que aprendió a leer, a escribir y las operaciones matemáticas básicas en un pizarrón que había en su finca. La menor de nueve hijos (tres hombres y seis mujeres), debió afrontar la muerte de dos de sus hermanos, uno de cáncer y otro asesinado por la guerrilla del Ejército de Liberación Nacional (ELN), en Arauca en 2004.
A fines de la década de los 80 fue una de las fundadoras del Comité Cívico de los Derechos Humanos del Meta.
Durante muchos años fue sindicalista y defensora de los trabajadores en la Electrificadora del Meta S.A. (EMSA), empresa de la cual es pensionada, condición que hoy le permite tener independencia económica para respaldar su voluntariado como promotora de los Derechos Humanos, en especial entre las víctimas del conflicto armado en su región.
Desde la firma de los acuerdos de paz entre el Gobierno de Juan Manuel Santos y las FARC, su preocupación constante es que quienes se acogieron voluntariamente a dejar las armas tengan las condiciones de vida digna.
Es madre de dos hijos, y dice que no le gustaría que siguieran sus pasos por los riesgos que corren los líderes sociales en Colombia.

## Violencia y alertas de CIDH
Islena Rey Rodríguez estaba en plena actividad como sindicalista en la década de los 90, cuando la violencia se extendió en la región. El 13 de octubre de 1994 el presidente del Comité Cívico de Derechos Humanos del Meta, Josué Giraldo Cardona, fue asesinado en Villavicencio. Hoy ella es la única sobreviviente de esta organización.
En esos años, grupos de autodefensas empezaron a expandirse en el departamento del Meta y perpetraron la masacre de Mapiripán, entre el 15 y 20 de julio de 1997, donde fueron asesinadas un número aun no determinado de personas (entre 15 y 30). Estas situaciones la hicieron más vulnerable como líder social en una zona violenta.
El 28 de octubre de 1996 la Corte Interamericana de Derechos Humanos emitió una resolución ordenando al Gobierno de Colombia tomar las medidas provisionales a favor de esta defensora de derechos humanos y de otras cinco personas, entre ellas la esposa y los dos hijos de Giraldo Cardona. El 19 de junio de 1998 la CIDH ratificó esa Resolución para proteger a Rey.

## Atentados
Su trabajo en defensa de las personas que han sufrido el conflicto armado en Colombia, le ha causado ser declarada objetivo militar de los grupos armados ilegales en la región del Meta. En cinco oportunidades intentaron asesinarla.
El atentado más fuerte contra su vida ocurrió sobre las 3:40 de la tarde del 17 de octubre del 2009, cuando se desplazaba en lancha en compañía de su grupo de trabajo por el río Güejar, a la altura de Puerto Rico (Meta). Un hombre que estaba en la orilla disparó a Rey y sus acompañantes. Aunque ella alcanzó a recibir disparos en un pulmón y el brazo, las heridas no lograron segarle la vida.

## Premios y reconocimientos
En marzo de 2001 obtuvo una mención de honor especial en el concurso Mujer Cofrem Meta, que se realizó en Villavicencio. En abril de 2003 en Bogotá obtuvo el 'Premio Martín Ennals' como un reconocimiento al trabajo en Derechos Humanos en la región. Ese mismo año la Corporación Colectiva de Abogados José Alvear Restrepo, le otorgó una mención de Derechos Humanos.
Un reconocimiento al trabajo que desde 1992 realiza con la Fundación  Comité de Solidaridad con los Presos Políticos (FCSPP) y a la trayectoria en diferentes escenarios por la inclusión social, fue el que recibió Rey Rodríguez en 2013, al obtener el Premio Nacional a la Defensa de los Derechos Humanos  en Colombia Diakonia en la Categoría Toda una Vida'. Este galardón la visibilizó aún más entre las organizaciones sociales y se ganó la credibilidad incluso entre algunos militares, por el trabajo al frente del Comité de Derechos Humanos del Meta.
La Asamblea Departamental del Meta, mediante la ordenanza 803 del 30 de abril de 2013 la condecoró, con la Orden a la Democracia Llanera Betty Camacho de Rangel, por la labor que realiza en el área de Derechos Humanos, como Constructora de Paz y Defensora de Derechos Humanos de la Comunidad del Departamento del Meta y la Orinoquia colombiana. El 30 de mayo del 2014 recibió  la Orden Policarpa Salavarrieta del Congreso de la República.
El reconocimiento internacional vino de la mano del gobierno de Suecia, quien le otorgó el Premio Per Anger, el 14 de octubre de 2015, considerado el más importante en materia de Derechos Humanos. Este mismo año, el 9 de diciembre de 2015, la Gobernación del Meta la condecoró con la Gran Orden el Centauro Grado Oficial otorgado por la valentía con la que ha decidido defender los derechos de las personas.